# George Whitefield
George Whitefield (Gloucester, 16 dicembre 1714 – Newburyport, 30 settembre 1770) è stato un predicatore inglese.

## Infanzia e permanenza a Oxford
George Whitefield nasce a Gloucester dal proprietario di una rinomata locanda (al cui interno venivano anche rappresentate delle commedie) la "Bell Inn". Il padre muore quando è ancora bambino e la locanda viene portata avanti dalla madre con l'aiuto dei figli più grandi, tuttavia a George non venne riservata la stessa sorte; dotato di buona memoria ed intelligenza viene mandato, dall'età di 12 anni, a studiare presso la parrocchia locale. Quando raggiunge i 15 anni tuttavia deve aiutare la famiglia: il suo patrigno se n'era andato lasciando la locanda in condizioni finanziarie disastrose e il solo modo che trova per andare ad Oxford due anni dopo è come domestico. Il suo compito oltre allo studio era quello di badare a 3 o 4 studenti facoltosi ed era fatto severo divieto di parlare con chi aveva un ceto sociale diverso dal suo, tuttavia un membro di un'associazione chiamata Holy Club aveva sentito parlare di lui e della sua devozione religiosa e lo aveva contattato perché andasse a una delle loro riunioni. L'Holy Club era guardato con sospetto da molti: i suoi membri venivano chiamati "Metodisti”,  un termine spregiativo con cui ci si riferiva alla loro condotta di vita, fortemente disciplinata e regolata da abitudini precise. 
Whitefield legge diversi testi che circolavano nell'associazione e rimane folgorato dall'idea che Dio sia dentro di noi, e non in una serie di riti e doveri preconfezionati,  e che se seguiamo i suoi insegnamenti e viviamo secondo la "natura divina di Dio" allora rinasceremo a vita nuova.
Inizia per Whitefield una vita fatta di digiuni e preghiere: egli interrompe tutta una serie di opere pie cui si dedicava da tempo e si dedica esclusivamente all'ascolto della voce divina, spingendosi tanto in là da rischiare la morte per i troppi stenti.

## L'inizio della predicazione
La sua fama di asceta e di ragazzo pio esce da Oxford e suscita l'ammirazione di molti clericali. Nel 1736 smette di fare il domestico e si laurea ottenendo l'ordinazione pastorale e la guida dell'Holy Club.
Non molto tempo dopo inizia una vita fatta di predicazione. Tornato a Gloucester, inizia a tenere sermoni periodici che attirano folle sempre più vaste, richiamate dal suo messaggio: speranza di una rinascita, gioia e di partecipazione attiva nella salvezza attraverso la preghiera e le azioni: fondamentale, secondo Whitefield era l’appartenenza  alla comunità, di cui si doveva essere membri attivi. Le persone che lo seguono iniziano ad organizzarsi e prendono il nome di Metodisti, facendo propria la denominazione spregiativa con cui erano designati lui e gli altri membri dell'Holy Club.
La sua predicazione suscita però l’ostilità della Chiesa inglese, perché con il suo messaggio Whitefield faceva saltare la passiva acquiescenza cui erano abituate le masse. 
Proprio mentre la polemica infuriava, Whitefield decide di accettare la proposta di un amico e di andare a fare apostolato in Georgia fra i poveri: il primo dei suoi sette viaggi ha luogo nel 1738.

## Predicazione in America e morte
La Georgia era una colonia giovane e il tenore di vita era basso. Molto del tempo che spese lì fu volto a distribuire gli aiuti che portava dalla Gran Bretagna, dove predicava in campo aperto perché, non avendo parrocchia, doveva contare sull'ospitalità delle chiese, che glielo negavano spaventate, forse, dalla forza del suo messaggio. Ai suoi sermoni presenziavano ormai più di 20.000 persone dando vita a quello che è chiamato il Grande Risveglio. In America, Whitefield ottiene un successo non minore: predica nei luoghi più svariati, visita diverse città, tesse legami con i pensatori religiosi dell'epoca e tiene sermoni nelle chiese delle più diverse confessioni religiose. Nel diverso tessuto sociale americano, egli trova terreno fertile per il proprio messaggio di gioia e salvezza e passa sempre più tempo nelle colonie.
Whitefield muore nel 1770, pochi mesi dopo il massacro di Boston ed è sepolto a Newbury in Massachusetts.